# Mbongo Tchobi
Le mbongo tchobi, appelé aussi sauce ébène, désigne une sauce traditionnelle du Cameroun, censée être originaire du peuple Bassa. De couleur noire, cette soupe épaisse, à base de poisson ou de viande, est accompagnée de tubercules cuits à la vapeur, et tire son nom du mbongo, un poivre sauvage du pays camerounais.

## Ingrédients et préparation
La sauce mbongo tchobi comprend de l'épice de mbongo, du njansang, des gousses d’ail, de la tomate, du poisson ou de la viande (machoiron frais, carpe, anguille ou silures), des oignons, des feuilles de laurier, un petit morceau de gingembre, de l'huile de palme ou d’arachide, du poivre blanc moulu, des condiments verts (poireau, céleri et basilic) et du sel.
La préparation consiste dans un premier temps à griller à la poêle, les graines de ndjansang, l’épice mbongo et le pèbè, puis de les écraser en les associant à la tomate, aux condiments verts, à l'ail et au gingembre, jusqu’à l’obtention d’une purée à peu près uniforme. L'étape suivante consiste à nettoyer le poisson en le salant légèrement et en le plongeant dans la purée, avant de laisser la marmite mijoter sur le feu pendant une vingtaine de minutes. Dans une autre cocotte, l'huile et les oignons sont chauffés et dorés, en insérant le poivre blanc, les feuilles de laurier, le sel et un demi-litre d'eau, l'ensemble étant cuit à feu moyen pendant une demi-heure.
Le mbongo tchobi peut être servi chaud avec du riz, des tubercules de manioc, de la banane plantain, du macabo ou du foutou.